# یوسانا هلث
یوسانا هلث (انگلیسی: USANA Health) شرکت صنایع غذایی آمریکایی است، که در سال ۱۹۹۲ تأسیس شد.